# Kumamoto
Kumamoto (熊本市?, Kumamoto-shi) è una città giapponese nell'isola di Kyūshū (九州?) capoluogo della prefettura di Kumamoto (熊本県?, Kumamoto-ken).
Il 1º aprile 2012 ha ottenuto lo status di città designata per ordinanza governativa (政令指定都市?, seirei shitei toshi).

## Nome
Per molti secoli Kumamoto fu chiamata Hi-no-kuni (火の国? "terra del fuoco").
Esiste una versione del nome della città, in uso fino all'inizio del 1600, che pur mantenendo la medesima pronuncia, differisce dall'attuale per la scelta del primo kanji: 隈, recesso/zona oscura, anziché l'attuale 熊, orso.

## Storia
Nell'VIII secolo, durante il periodo Nara, il governo imperiale istituì nella zona un'amministrazione locale, nota a Kumamoto con il nome kokufu, che fondò il primo villaggio. Uno dei personaggi più rappresentativi nella storia cittadina fu Katō Kiyomasa, che nel 1588 fu nominato daimyō nell'antica provincia di Higo. Fece costruire il castello di Kumamoto, considerato inespugnabile, attorno al quale ingrandì il villaggio. Kiyomasa ebbe quindi grande fama in Giappone come uno dei migliori costruttori di castelli. Alla sua morte il suo posto fu preso nel 1611 dal figlio Tadahiro, che nel 1632 fu esautorato da Tokugawa Iemitsu. Il clan dei Kiyomasa fu quindi sostituito dal clan Hosokawa.
Nel 1877, durante la ribellione di Satsuma, buona parte della città fu rasa al suolo. L'odierna struttura amministrativa municipale fu istituita nell'aprile del 1889, e da allora Kumamoto è diventata uno dei centri più importanti di Kyūshū. Nel 1991, le cittadine di Akita, Kawachi, Tenmei e Hokubu furono inglobate nella municipalità. Nel 2008 fu inglobata Tomiai e nel 2010 lo furono Jōnan e Ueki. Nel 2011, Kumamoto è diventata la prima città equa e solidale dell'Asia. Il 1º aprile 2012 ha ottenuto lo status di città designata per ordinanza governativa.
Un violento terremoto colpì la città con oltre 1.000 scosse a partire dal 14 aprile 2016. Le principali furono la prima di magnitudo 6,2 e quella nella notte tra il 15 ed il 16, di magnitudo 7. Il sisma provocò diverse decine di vittime e ingentissimi danni.

## Luoghi d'interesse

### Castello di Kumamoto
La più famosa attrazione della città è il grande e ben fortificato castello di Kumamoto  (熊本城?,  Kumamoto-jō), ritenuto uno tra i principali castelli giapponesi.
Il donjon (mastio centrale) è una ricostruzione degli anni settanta. Rimangono vari edifici annessi in legno risalenti all'antico castello originale, la cui struttura fu saccheggiata e data alle fiamme nel 1877 dopo un assedio di 53 giorni durante la ribellione di Satsuma (西南戦争?, Seinan Sensō, "Guerra sudoccidentale"). A questo periodo risale la tradizione di mangiare carne di cavallo cruda (basashi) a Kumamoto, dove è attualmente considerata una prelibatezza.
All'interno delle mura esterne del castello vi è la Hosokawa Gyobu-tei, residenza tradizionale in legno del daimyō di Higo, che comprende un bel giardino giapponese.
Ai piedi del castello è stato recentemente creato il Sakuranobaba Jousaien (桜の馬場 城彩苑?), la ricostruzione di un villaggio in stile tradizionale nel quale sono presenti un museo, una sala teatrale e vari negozi e ristoranti in cui acquistare e degustare prodotti tipici locali.

### L'area di Suizenji
Kumamoto è anche sede del Suizenji Jōju-en (水前寺成趣园?), collocato circa 3 km a sud-est del castello ed all'interno del Parco di Suizenji (水前寺公園?, Suizenji Kōen). È un giardino giapponese Tsukiyama (築山?), giardino con colline artificiali, in cui si trovano una rappresentazione ridotta del Fuji (富士山?) e delle 53 Stazioni del Tōkaidō (東海道五十三次?, Tōkaidō Gojūsan-tsugi). È considerato uno dei giardini più belli del Paese insieme al Kenroku-en di Kanazawa, al Kairaku-en nella prefettura di Ibaraki e al Koraku-en nella prefettura di Okayama.
Il parco di Suizenji è vicino al vecchio Stadio Comunale di Suizenji, in cui giocava regolarmente la squadra di calcio del Roasso Kumamoto (ロアッソ熊本?), che attualmente utilizza il più grande Kumamoto Athletics Stadium (熊本県民総合運動公園陸上競技場?, Kumamotokenminsōgōundōkōen rikujō kyōgi-ba), situato nel nord-est della città. Sempre nelle vicinanze del parco di Suizenji si trova il Kumamoto Budōkan (熊本武道館?), palazzetto cittadino delle arti marziali.

### I luoghi di Miyamoto Musashi
Il grande bushi (武士?), rōnin (浪人?), maestro di spada giapponese e scrittore Miyamoto Musashi (宮本武蔵?) visse l'ultima parte della sua vita a Kumamoto.
In città o nelle vicinanze vi sono vari luoghi legati alla sua vita fra cui la tomba situata nel parco Musashizuka Kōen (武蔵塚公園?) e la grotta in cui dimorò. In questa grotta, nota come Reigandō (霊巌洞? "grotta spirito"), scrisse il famoso Libro dei Cinque Anelli (五輪書,?, Go rin no sho) ed il trattato Dokkodo (獨行道?, Dōkkōdō, "La via della solitudine" o "La via da seguire soli").
Il Museo Shimada ospita una collezione permanente dedicata a Miyamoto Musashi ed organizza mostre a lui dedicate.

### Il centro cittadino
Nel centro della città, a ridosso del castello, vi è un vivace quartiere commerciale sviluppatosi intorno agli shōtengai (商店街?) di Kamitori (上通?), Shimotori (下通?) e Sun Road Shinshigai (サンロード新市街?), tre gallerie che si estendono per diversi isolati e che comprendono grandi magazzini, un vasto numero di piccoli negozi, ristoranti e bar. Nella zona del centro si svolgono molti festival locali.

## Quartieri

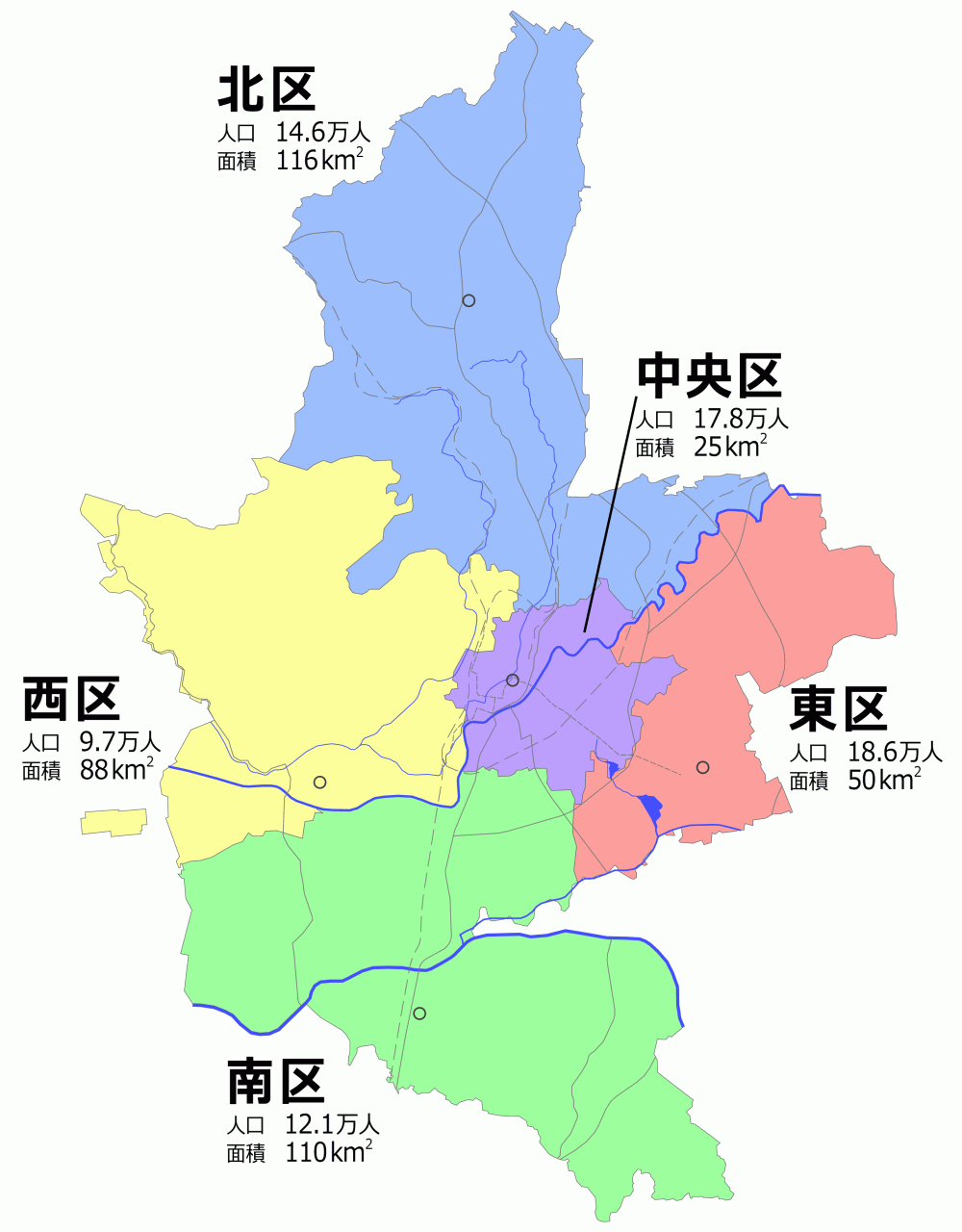
I quartieri di Kumamoto

Da quando ha ottenuto lo status di città designata per ordinanza governativa, la città di Kumamoto è suddivisa in 5 quartieri (区?, ku):
- Kita-ku (北区?, "quartiere nord")
- Nishi-ku (西区?, "quartiere ovest")
- Chūō-ku (中央区?, "quartiere centrale"), il centro cittadino
- Higashi-ku (東区?, "quartiere est")
- Minami-ku (南区?, "quartiere sud")

## Simboli della città

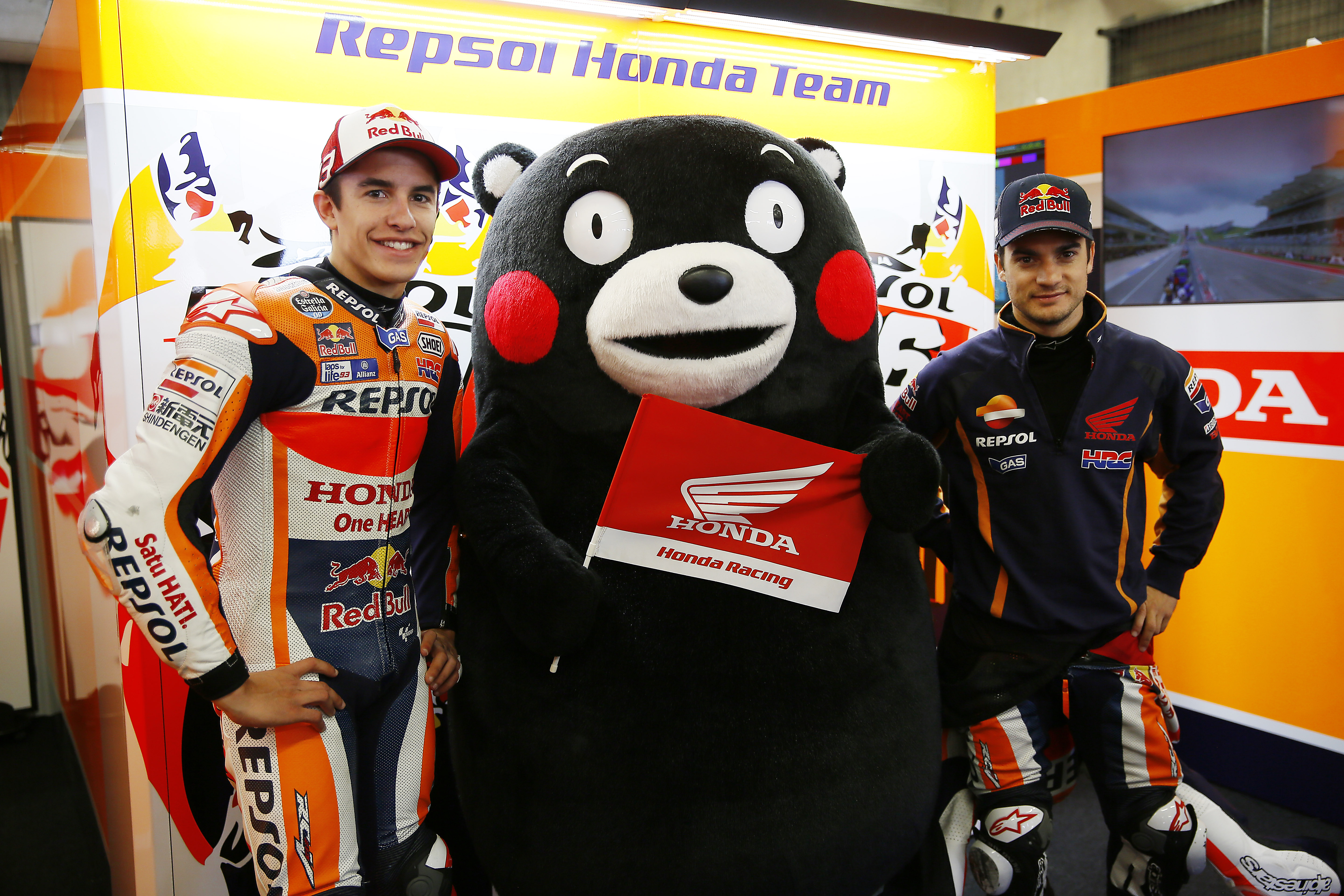
Kumamon con Marc Márquez e Dani Pedrosa nel 2015 a Le Mans

- Albero: Ginkgo biloba (dal 09/10/1974)
- Fiore: Camellia (dal 09/10/1974)
- Uccello: Cinciallegra (Parus major) (dal 22/05/1984)

Kumamon (くまモン?), l'orso nero con le gote rosse mascotte della prefettura di Kumamoto, è molto popolare in città; tanto popolare da essere oggi il "vero simbolo" della città.

## Cultura

### Educazione
- Università di Kumamoto
- Università Gakuen
- Collegio Luterano di Kyushu
- Università Sojo
- Università della Prefettura di Kumamoto

### Eventi

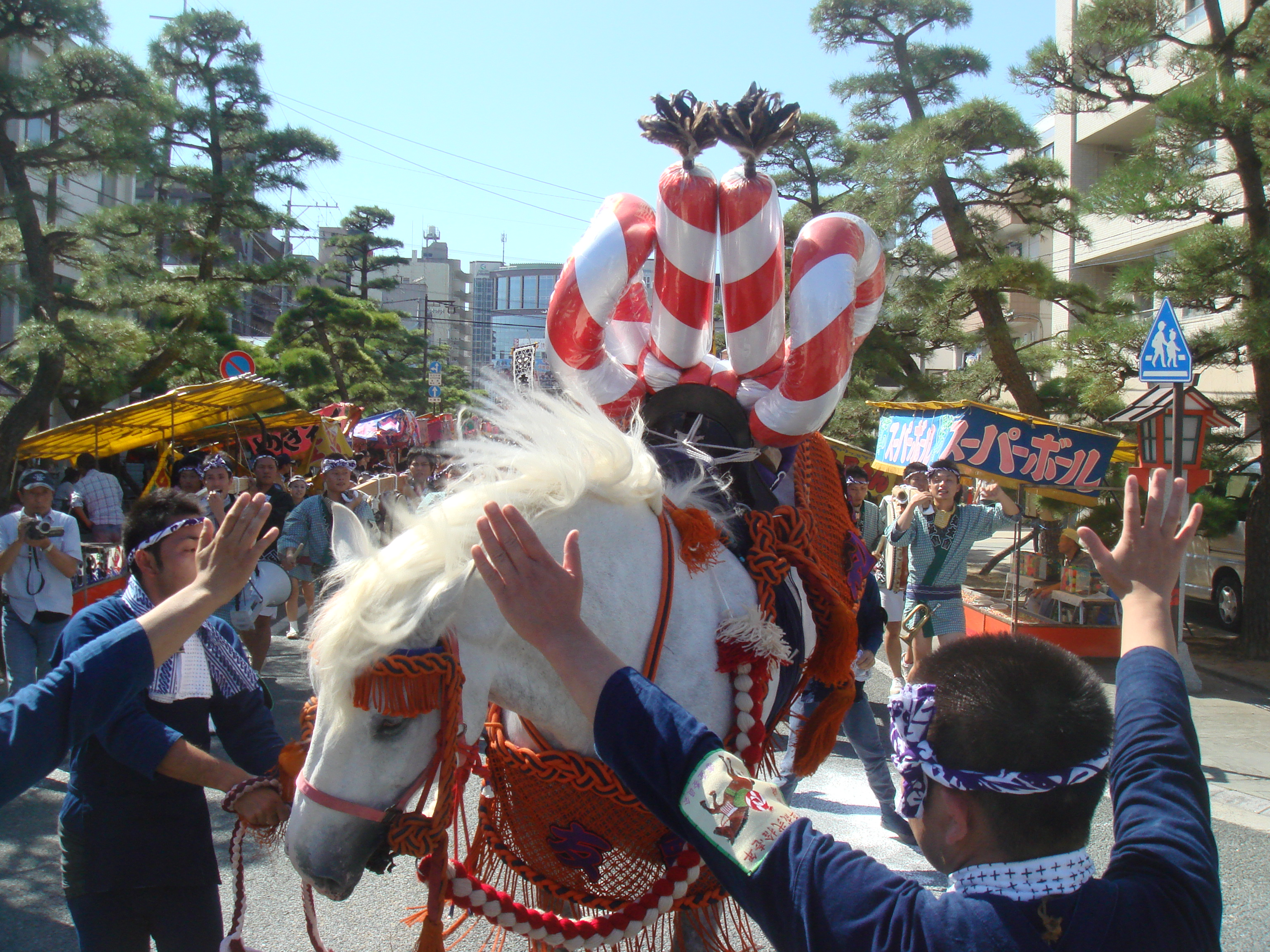
Boshita Matsuri (ボシタ祭り)

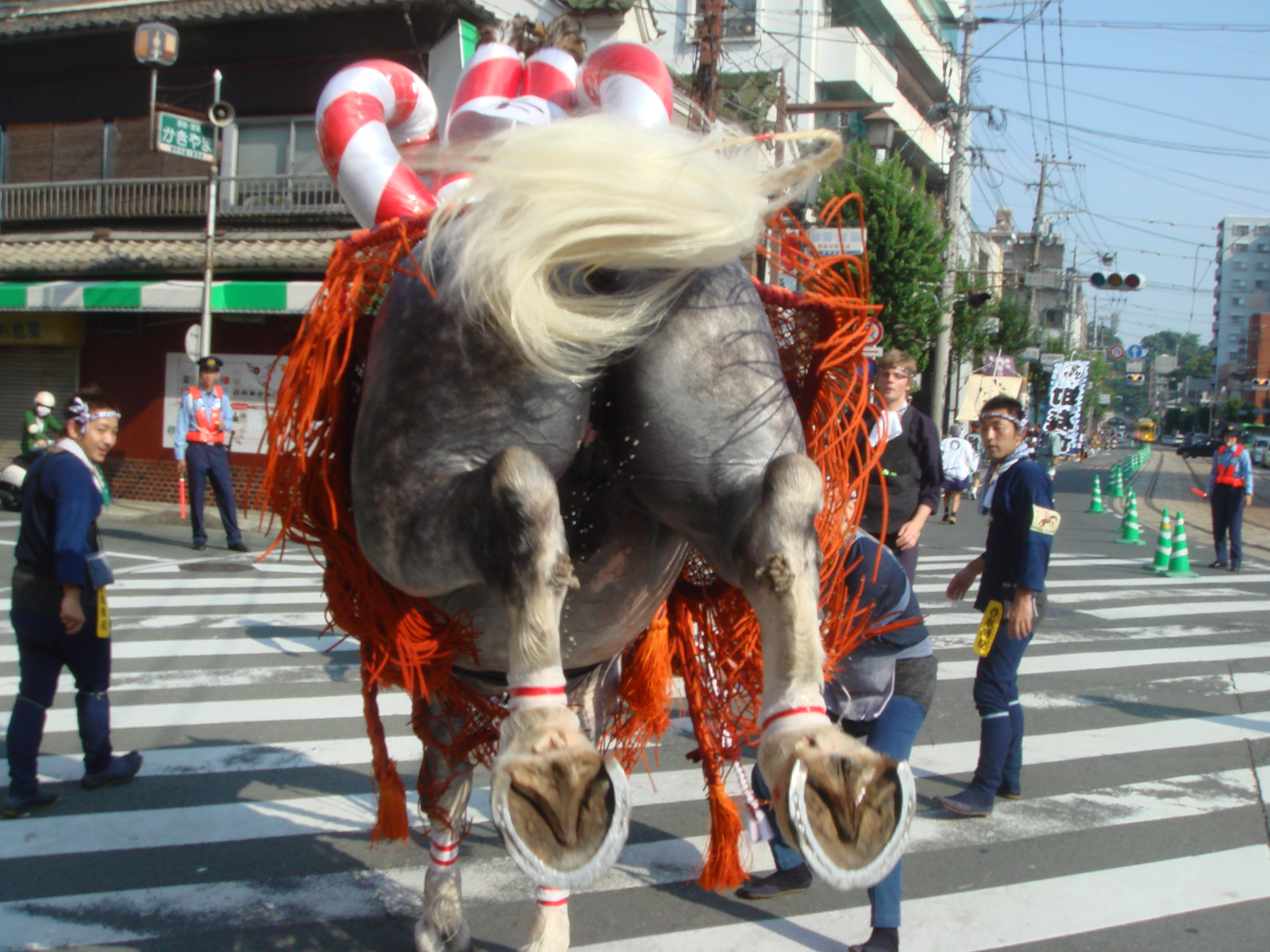
Boshita Matsuri (ボシタ祭り)

Durante l'anno si svolgono in città svariati eventi sociali, culturali e sportivi.
La festa della città, Hi-no-kuni matsuri (火の国まつり?), si tiene ogni anno nelle due vie principali del centro e vede la partecipazione di vari gruppi che sfilano ballando una propria coreografia sulla base di una musica caratteristica ottenuta dalla fusione di una canzone tradizionale locale, Otemoyan (おてもやん?), e di ritmi samba. La festa, che si volge tutti gli anni a partire dal 1978; non si è tenuta nel 1991 per l'eruzione del monte monte Unzen (雲仙岳?, Unzendake), nel 2016 a seguito del grande terremoto e nel 2020 per la pandemia di COVID-19.
Il principale evento cittadino è il Grande Festival del Tempio Fujisaki Hachimangu (藤崎八旛宮秋季例大祭?, Fujisakihachimangū Shūki Reitaisai). Il festival si tiene ogni anno su cinque giorni con il terzo lunedì di settembre come giorno principale in cui si svolge una processione di preti shintoisti del tempio Fujisaki Hachimangū (藤崎八幡宮?, Fujisaki Hachiman-gū) per le vie del centro seguiti da svariati gruppi che sfilano preceduti da un cavallo bardato in modo vistoso e che suonano la propria versione di una cantilena tradizionale, ballando e riperdendo Dookai, Dookai, Dookai (ドーカイ、ドーカイ、ドーカイ?). Questa festa coinvolge svariate miglia di persone ed è soprannominata Boshita Matsuri (ボシタ祭り?). Ogni anno alla parata partecipano circa 60 gruppi - per lo più espressione di scuole, associazioni e aziende locali - che si allenano per mesi studiando e provando musica e coreografie. Nel 2020 e nel 2021 il festival non si è tenuto a causa della pandemia di Covid-19.
Il principale evento sportivo annuale è la Maratona del castello di Kumamoto (熊本城マラソン?, Kumamotojo Marason) che si tiene ogni anno in febbraio. È stata istituita in come commemorazione dell'ottenimento dello status di città designata per ordinanza governativa avvenuto nel 2012.

### Cucina
Kumamoto è caratterizzata da varie pietanza tipiche.
Le tre pietanze principali sono:
- Basashi (馬刺し?): sashimi di carne di cavallo. La prefettura di Kumamoto è una delle poche aree in Giappone in cui viene consumata carne equina;
- Karashi Renkon (辛子蓮根?): radice di loto bollita farcita con senape piccante e miso, fritta in pastella gialla;
- Hitomoji Guruguru (一文字グルグル?): cipollotti bolliti che, dopo la bollitura, vengono legati in una sorta di treccia e serviti con senape piccante e salsa di miso.

Altri cibi tipici locali sono:
- Ikinari Dango (いきなり団子?): gnocchi dolci fatti con patate dolci crude in spessi spicchi circolari ricoperti di anko (pasta di fagioli rossi dolci), ed avvolti da mochi; il tutto cotto al vapore.
- Kumamoto Ramen (熊本ラーメン?);
- Taipiien (太平燕?).

## Gemellaggi e città partner
Kumamoto è gemellata con le seguenti città:

### Città gemellate
- Fukui, Prefettura di Fukui, Giappone - dal 16/11/1994
- San Antonio, Texas, U.S.A. - dal 28/12/1987
- Rome, Georgia, U.S.A. - dal 29/05/1995

### Città partner
- Distretto di Huqiu (Suzhou New & Hi-tech District), Suzhou, Provincia di Jiangsu, Cina
- Guilin, Regione Autonoma di Guangxi-Zhuang, Cina - dal 01/10/1979
- Ulsan, Corea del Sud - dal 22/04/2010
- Aix-en-Provence, Bouches-du-Rhône, Provence-Alpes-Côte d'Azur, Francia - dal 16/02/2013
- Heidelberg, Baden-Württemberg, Germania - dal 19/05/1992
- Kaohsiung, Taiwan - dall'11/01/2017